# Tylosurus punctulatus
Tylosurus punctulatus is een straalvinnige vissensoort uit de familie van gepen (Belonidae). De wetenschappelijke naam van de soort is voor het eerst geldig gepubliceerd in 1872 door Günther.